# Stepán Vanin
Stepán Ivánovich Vanin (translitera al cirílico Степан Иванович Ванин) (1890-1951) fue un micólogo, botánico, y fitopatólogo ruso. Gran parte de sus colecciones de especímenes vegetales se hallan en el herbario de la Universidad Estatal de Moscú
En 1910, terminó su licenciatura en el Colegio Kasimov de Mecánica y Técnica, y entró en el Instituto Forestal de San Petersburgo. En 1915 se graduó en el Instituto científico-silvicultor de primera clase.

## Algunas publicaciones

### Libros
- stephen i. Vanin. 1955. Nauka o dřevě. Řada dřevařské a papírenské literatury. Editor Státní nakladatelství technické literatury, 428 pp.

- ------------------------, d.v. Sokolov, i.i. Žuravlev. 1950. Opredelitel' boleznej drevesnych porod i kustarnikov, primenjaemych dlja polezaščitnych nasaždenij (El factor determinante de las enfermedades de los árboles y arbustos). Editor Goslesbumizdat, 148 pp.

## Honores
- 1950: premio Stalin
- La abreviatura «Vanin» se emplea para indicar a Stepán Vanin como autoridad en la descripción y clasificación científica de los vegetales.[4]